# Arhythmacanthidae
Arhythmacanthidae är en familj av hakmaskar. Arhythmacanthidae ingår i ordningen Echinorhynchida, klassen Palaeacanthocephala, fylumet hakmaskar och riket djur.
Kladogram enligt Catalogue of Life:
| Arhythmacanthidae | \| \| Acanthocephaloides \| \| \| \| \| \| Breizacanthus \| \| \| \| \| \| Euzetacanthus \| \| \| \| \| \| Heterosentis \| \| \| \| \| \| Neoacanthocephaloides \| \| \| \| \| \| Paracanthocephaloides \| \| \| \| |
|                   | \| \| Acanthocephaloides \| \| \| \| \| \| Breizacanthus \| \| \| \| \| \| Euzetacanthus \| \| \| \| \| \| Heterosentis \| \| \| \| \| \| Neoacanthocephaloides \| \| \| \| \| \| Paracanthocephaloides \| \| \| \| |
|                   | Cavisomidae |
|                   | |
|                   | Diplosentidae |
|                   | |
|                   | Echinorhynchidae |
|                   | |
|                   | Fessisentidae |
|                   | |
|                   | Heteracanthocephalidae |
|                   | |
|                   | Hypoechinorhynchidae |
|                   | |
|                   | Illiosentidae |
|                   | |
|                   | Polyacanthorhynchidae |
|                   | |
|                   | Pomphorhynchidae |
|                   | |
|                   | Rhadinorhynchidae |
|                   | |
|                   | Acanthocephaloides |
|                   | |
|                   | Breizacanthus |
|                   | |
|                   | Euzetacanthus |
|                   | |
|                   | Heterosentis |
|                   | |
|                   | Neoacanthocephaloides |
|                   | |
|                   | Paracanthocephaloides |
|                   | |

|  | Acanthocephaloides    |
|  |                       |
|  | Breizacanthus         |
|  |                       |
|  | Euzetacanthus         |
|  |                       |
|  | Heterosentis          |
|  |                       |
|  | Neoacanthocephaloides |
|  |                       |
|  | Paracanthocephaloides |
|  |                       |